# Deltoptila fulva
Deltoptila fulva är en biart som först beskrevs av Smith 1879.  Deltoptila fulva ingår i släktet Deltoptila och familjen långtungebin. Inga underarter finns listade i Catalogue of Life.